# Nigel Gibbs
Nigel James Gibbs (* 20. November 1965 in St Albans) ist ein ehemaliger englischer Fußballspieler und heutiger Trainer.

## Spielerkarriere
Nigel Gibbs spielte in seiner gesamten Laufbahn als aktiver Fußballer nur für einen einzigen Verein und absolvierte in knapp 20 Jahren über 400 Ligaspiele für den FC Watford. 1983 stieg er als 17-Jähriger ins Profigeschäft ein. Der FC Watford war in der Vorsaison als Aufsteiger überraschend Zweiter geworden und erreichte damit neben der sensationellen Ligaplatzierung auch erstmals die Qualifikation für einen europäischen Wettbewerb. Nigel Gibbs konnte die Vorjahresleistung mit seiner Mannschaft zwar nicht wiederholen, erreichte aber einen sicheren 11. Tabellenplatz in der Football League First Division. Im UEFA-Pokal 1983/84 scheiterte Watford erst im Achtelfinale am tschechischen Vertreter Sparta Prag. Auch im FA Cup überzeugte Watford und erreichte das Finale. Dort verlor man im Finale mit 0:2 gegen den FC Everton, wobei der junge Abwehrspieler Nigel Gibbs jedoch nicht eingesetzt wurde. Es folgten weitere Jahre im gesicherten Mittelfeld der ersten englischen Liga, ehe Watford in der Saison 1987/88 völlig einbrach und als Vorletzter in die zweite Liga abstieg. In der Folgesaison wurde Gibbs mit seinem Team Vierter der zweiten Liga und verpasste den direkten Wiederaufstieg erst im Play-off. An diesen Teilerfolg konnte Watford jedoch nicht anknüpfen und verlor in den Folgejahren auch in der zweiten Liga an Boden.
1995/96 absolvierte Gibbs’ Mannschaft eine katastrophale Saison und stieg als Vorletzter gar in die dritte Liga ab. Für den Abwehrspieler war es persönlich die wohl schlimmste Saison seiner Karriere, da er nach zahlreichen Verletzungen im Sommer 1996 entlassen wurde. Nigel Gibbs trainierte aber weiterhin mit dem Team und bekam wenige Zeit später einen neuen Vertrag vorgelegt. Unter dem zurückgekehrten Trainer Graham Taylor schaffte Watford 2 Jahre später den Wiederaufstieg in die zweite Liga. Bereits in der Folgesaison erreichte die Mannschaft mit einem Sieg über die Bolton Wanderers im Play-off-Finale den sensationellen Durchmarsch in die Premier League. Mit einem Negativrekord von 24 Punkten aus 38 Spielen folgte jedoch der direkte Wiederabstieg von Gibbs’ Team im Jahr 2000. Nach einem 9. und einem 14. Tabellenplatz in den Folgejahren beendete Nigel Gibbs im Jahre 2002 seine Karriere als aktiver Fußballspieler.

## Nationalmannschaft
In Watfords Abstiegssaison 1987/88 absolvierte der Rechtsverteidiger Gibbs 5 Spiele für die englische U-21-Nationalmannschaft.

## Trainerkarriere
Im Jahr 2005 war Nigel Gibbs kurzzeitig Interimstrainer bei Watford und wurde dann durch Adrian Boothroyd abgelöst. Danach erwarb er die UEFA Trainerlizenz und gehört seit 2006 zum Trainerstab des Erstligisten FC Reading. Dort war Gibbs zunächst für die Nachwuchsarbeit zuständig. Von 2009 bis 2013 war er offizieller Trainer der Reservemannschaft.